# Gloria Vian
Gloria Vian (Venezia, 3 febbraio 1989) è un'ex cestista italiana.

## Carriera
Centro di 189 cm, ha giocato in Serie A1 con Venezia, Parma e Vigarano. Nel 2017 passa alla Olimpia Capri.

## Palmarès
- Campionato italiano di Serie A2: 2
Pall. Vigarano: 2011-12; Reyer Venezia: 2012-13
- Coppa Italia di Serie A2: 1
Reyer Venezia: 2013